# Thomas Degand
Thomas Degand (Lessenbos, 13 mei 1986) is een Belgische wielrenner die het grootste deel van zijn loopbaan reed voor Wanty-Groupe Gobert.

## Palmares

### Overwinningen
2010
Ardense Pijl
2014
1e etappe Ronde van Gévaudan Languedoc-Roussillon
2017
Eindklassement Ronde van de Jura

### Resultaten in voornaamste wedstrijden
| Jaar | Ronde van Italië | Ronde van Frankrijk | Ronde van Spanje |
| ---- | ---------------- | ------------------- | ---------------- |
| 2011 |                  |                     |                  |
| 2012 |                  |                     |                  |
| 2013 |                  |                     |                  |
| 2014 |                  |                     |                  |
| 2015 |                  |                     | opgave           |
| 2016 |                  |                     |                  |
| 2017 |                  | 33e                 |                  |
| 2018 |                  | 54e                 |                  |
| 2019 |                  |                     |                  |
| 2020 |                  |                     |                  |

| Jaar | Amstel Gold Race | Luik-Bast.‑Luik | Waalse Pijl | Brabantse Pijl |
| ---- | ---------------- | --------------- | ----------- | -------------- |
| 2011 | 107e             | opgave          | 34e         | 56e            |
| 2012 |                  |                 |             |                |
| 2013 |                  | opgave          | opgave      |                |
| 2014 |                  | 49e             | 29e         | 30e            |
| 2015 | opgave           |                 |             | 103e           |
| 2016 |                  |                 |             |                |
| 2017 | 76e              | 65e             | 42e         |                |
| 2018 |                  | 93e             | 77e         |                |
| 2019 |                  |                 | 76e         |                |
| 2020 |                  | opgave          | 112e        |                |

## Ploegen
- 2007 –  Storez Ledecq Matériaux
- 2008 –  Groupe Gobert.com.ct
- 2009 –  Willems Verandas
- 2010 –  Willems Verandas
- 2011 –  Veranda's Willems-Accent
- 2012 –  Accent Jobs-Willems Veranda's
- 2013 –  Accent Jobs-Wanty
- 2014 –  Wanty-Groupe Gobert
- 2015 –  IAM Cycling
- 2016 –  Wanty-Groupe Gobert
- 2017 –  Wanty-Groupe Gobert
- 2018 –  Wanty-Groupe Gobert
- 2019 –  Wanty-Groupe Gobert
- 2020 –  Wanty-Groupe Gobert

Baïolet · Bille · Collaers · Criquielion · Degand · Habeaux · Kuyckx · Muscat · Paquet · Pardini · Pratte · Van den Houte · van Dijk · Van Hoecke · Van Melsen · Vangenechten · Vanlandschoot · Zingle · Stenuit (stagiair)
D.Cappelle · A.Cappelle · Collaers · De Wilde · Degand · Habeaux · Paquet · Polazzi · Renders · Stenuit · Van Den Bossche · Van den Houte · van Dijk · Van Melsen · Vangenechten · Vanlandschoot
Caethoven · D.Cappelle · De Vocht · De Wilde · Degand · Drucker · Goris · Habeaux · Kemp · Scheirlinckx · Schmitz · Van den Houte · van Dijk · Van Goolen · van Groen · Van Melsen · Vanlandschoot · Venter · Verbist · Vernaeckt · Hollander (stagiair) · Van Den Noortgate (stagiair)
Caethoven · A. Cappelle · Tsjoezjda · De Vocht · De Wilde · Degand · Drucker · Gilbert · Goris · Habeaux · Hoste · Ista · Scheirlinckx · Van Dijk · Van Goolen · Van Groen · Van Melsen · Vanlandschoot · Verbist · De Troyer (stagiair) · Stevens (stagiair) · Verraes (stagiair)
Caethoven · A.Cappelle · Commeyne · Degand · De Troyer · Drucker · Gilbert · Habeaux · Jans · Napolitano · Routley · Scheirlinckx · van Dijk · Van Goolen · Van Melsen · Vanlandschoot · Verraes · Vogondy · Nardelli (stagiair) · Seynaeve (stagiair)
Backaert · Baugnies · De Greef · De Troyer · De Vreese · Degand · Drucker · Ghyselinck · Gilbert · Habeaux · Jans · M. Kreder · W. Kreder · Leukemans · Minnaard · Napolitano · Robert · Seeldraeyers · Selvaggi · Sijmens · Van Melsen · Vanlandschoot · Veuchelen · Maes (stagiair) · Seynaeve (stagiair)
Aregger · Brändle · Chavanel · Chevrier · Clement · Coppel · Degand · Denifl · Devenyns · Elmiger · Enger · Frank · Fumeaux · Haussler · Hollenstein · Kluge · Lang · Pantano · Pellaud · Pelucchi · Pineau · Reichenbach · Reynés · Saramotins · Schelling · Tanner · Vangenechten · Warbasse · Wyss
Antonini · Backaert · Baugnies · Degand · Dehaes · Devriendt · Doubey · Kreder · Levarlet · Martin · McNally · Meurisse · Minnaard · Napolitano · Offredo · Pasqualon · Smith · Stenuit · Van Keirsbulck · Van Melsen · Vanspeybrouck · Veuchelen · Dhaene (stagiair) · Gibbons (stagiair) · de Laat (stagiair)
Antonini · Backaert · Baugnies · De Clercq · Degand · Devriendt · Doubey · Dupont · Eiking · Kreder · Martin · McNally · Meurisse · Minnaard · Offredo · Pasqualon · Smith · Vallée · Van Keirsbulck · Van Melsen · Vanspeybrouck